# Августинов ред
Августински ред, августинци ( лат. augustiniani ) је неформални назив за припаднике неколико монашких редова и конгрегација Католичке цркве, вођене „Обредом светог Августина“, који је написан много вијекова након Августинове смрти, 430. године и користило га је свештенство које је жељело да живи по правилима која су блиска монашким.

## Канони, браћа и други
Августинци су подијељени у двије главне гране:
- августиновски канони (редовни канони, обредни канони Св. Августина, Регуларни канони Светог Августина, ЦРСА).

Августински канони су свештеници чији живот карактеришу неке одлике монашког начина живота, на примјер, заједнички начин живота и заједничко пјевање на богослужењима. Тренутно постоји неколико таквих заједница, од којих је највећа Латеранска . У средњем вијеку августинско средиште је био Сен-Викторски манастир, који се налазио у Паризу. Дијеле се на: статутарне (или црне – према боји одежде) августинске каноне и бијеле каноне (или премонстранте).
- августинска браћа (Ред пустињака Светог Августина, августинци еремити, Ред фратара пустињака Светог Августина, ОСА). Постоје још дијве скупштине које су се одвојиле од августинске еремитске браће:
  - августинци-сјећања (Ordo Recollectorum Sancti Augustini, OAR, ORSA).
  - босоноги августинци (Ordo Eremitarium Discalceatorum, OAD, OEDSA).

## Историја
Августинска браћа су просјачки ред који је 1257. године створио папа Александар IV,, који је у једну конгрегацију ујединио неколико малих пустињских заједница у Италији (Јованбонити, Тоскански еремити, Бритинци, и тако даље.), укључујући и духовну заједницу коју је основао Свети Августин 388. године у Тагасту. Његови реформисани огранци су редови босоноге браће пустињака (основани око 1620. године) и браће контемплативца, такозвани сјећања (од 1912. године).
Повеља није строга, али су поред обичних постова прописани и посебни. Папа Пиј V  сврстао је августинце (1567.) међу четири просјачка реда
(доминиканци, фрањевци, кармелићани и августинци).
Под Александром  IV 1256. године изабрани су приор генерал и четири провинцијала за Италију, Шпанију, Француску и Немачку, ред је повучен из редовне јурисдикције и добио је привилегију да сакристан папске капеле буде изабран из његове средине. Године 1580. његова повеља је проширена: на челу реда је приор генерал који живи у Риму, помажу му утицајни дефинитори (савјетници), сваких 6 година се састаје главни каптол, који има право да смјењује приора и бира га поново.
У 14. вијеку, слабљењем првобитне строгости статута, формирају се бројне нове конгрегације, између осталог и Саксонска (1493.), којој су припадали Штаупиц и Лутер.
Томе де Хесус у Португалији (умро 1582. или 1583. године) покушао је да реформише ред дискалцираних августинијанаца, који се одликовао строгим правилима и положајима и добио је посебан уређај од папе Гргура XV 1622. године. Посебно су се проширили на Јапан, Перу, Филипинска острва и тако даље.
Монахиње Августинског реда окупиле су се у Хипону око Перпетуе, сестре Светог Августина. Папа Александар III   основао је манастир у Венецији 1177. године, прва игуманија била је ћерка цара Фридриха I Барбаросе, Јулија.
У доба свог највећег процвата, почетком 16. вијека, августински ред, који се више бавио спасењем душа него научним или црквеним пословима, имао је до 30 хиљада чланова и око 2000 мушких и 300 женских манастира. . Када је реформација наступила, придружили су јој се многи августинци у Њемачкој, али су у 18. вијеку постојале још 42 провинције, не рачунајући конгрегације и викаријате у Чешкој и Моравској. Од Француске револуције овај поредак је дјелимично уништен у Француској, Шпанији, Португалу и Њемачкој, док је у Аустроугарској и Италији био озбиљно ограничен.

## Модерност
Према подацима из 2014. године, еремитски августинци (ОСА) броје 2785 људи , редовни канони (ЦРСА) – 638 људи  босоноги августинци (ОЕДСА) – 220 људи , аугустинци сјећања (ОАР) – 1130 особа. Укупан број августинаца тако премашује 4.700.
Августинци раде у парохијама, школама, факултетима, мисијама. Њихови главни циљеви су пастирски рад и ширење знања.
Одежда - бијела вунена мантија са подметачем, црна мантија са дугим широким рукавима, капуљачом и кожним појасом.

## Значајни августинци
- Свети Фабије Фулгентије (468-533)
- Свети Никола Толентински (1245-1305)
- Свети Клара од Монтефалка (1268-1308)
- Свети Рита Кашискаја (1381-1457)
- Свети Јован Сахагунски (1419-1479)
- Свети Тома од Виљануева (1488-1555)
- Свети Џон (Џон) Стоун (ум. 1539)
- Свети Алонсо де Ороско (1500-1591)

Остало
- Августин Тријумф (1243-1328) био је истакнути апологета папства.
- Јаков од Витерба († 1308), теолог.
- Рејмонд Јордани је писац познат под псеудонимом „Идиота“.
- Тома из Кемписа (око 1379−1471) - августински канон.
- Луис де Леон (1528-1591) шпански писац.
- Мигел Балбоа Кабело (1535-1608), шпански свештеник и хроничар у Јужној Америци; Писац златног доба шпанске књижевности.
- Мартин Лутер (1483-1546) - оснивач реформације, првобитно је био монах августинац (монашко име - Августин).
- Андрес де Урданета (1498-1568) - направио друго путовање око света, открио морски пут до Филипина.
- Лудовико Закони (1555–1627) је био италијански композитор и музички теоретичар.
- Отац Анселм (1625-1694) је оснивач родословља као научне дисциплине.
- Грегор Мендел (1822-1884), оснивач генетике .